# Liste der Baudenkmäler in Maierhöfen
Auf dieser Seite sind die Baudenkmäler in der schwäbischen Gemeinde Maierhöfen zusammengestellt. Diese Tabelle ist eine Teilliste der Liste der Baudenkmäler in Bayern. Grundlage ist die Bayerische Denkmalliste, die auf Basis des Bayerischen Denkmalschutzgesetzes vom 1. Oktober 1973 erstmals erstellt wurde und seither durch das Bayerische Landesamt für Denkmalpflege geführt wird. Die folgenden Angaben ersetzen nicht die rechtsverbindliche Auskunft der Denkmalschutzbehörde.

## Baudenkmäler nach Ortsteilen

### Maierhöfen
| Lage                     | Objekt                              | Beschreibung                                                                                   | Akten-Nr.    | Bild           |
| ------------------------ | ----------------------------------- | ---------------------------------------------------------------------------------------------- | ------------ | -------------- |
| Hauptstraße 8 (Standort) | Katholische Pfarrkirche St. Gebhard | rechteckiger, dreiseitig eingezogener Chor und flachgedecktes Langhaus, 1810; mit Ausstattung. | D-7-76-118-1 | weitere Bilder |

### Reute
| Lage               | Objekt                                  | Beschreibung    | Akten-Nr.    | Bild                                    |
| ------------------ | --------------------------------------- | --------------- | ------------ | --------------------------------------- |
| Reute 5 (Standort) | Bildstock mit Kruzifix und arma Christi | 18. Jahrhundert | D-7-76-118-2 | Bildstock mit Kruzifix und arma Christi |

### Riedholz
| Lage                   | Objekt                       | Beschreibung                                                                          | Akten-Nr.    | Bild           |
| ---------------------- | ---------------------------- | ------------------------------------------------------------------------------------- | ------------ | -------------- |
| Riedholz 21 (Standort) | Bauernhaus                   | verschindelter zweigeschossiger Blockbau mit Flachsatteldach, 18./19. Jahrhundert     | D-7-76-118-5 | Bauernhaus     |
| Riedholz 39 (Standort) | Wohnhaus                     | ehemals wohl Mühle, Obergeschoss und Giebel Fachwerk, mit Zierformen, 18. Jahrhundert | D-7-76-118-4 | Wohnhaus       |
| Riedholz 44 (Standort) | Katholische Kapelle St. Anna | Rechteckbau mit dreiseitigem Schluss, bezeichnet 1732; mit Ausstattung.               | D-7-76-118-3 | weitere Bilder |

### Ringenberg
| Lage                    | Objekt               | Beschreibung                                                     | Akten-Nr.    | Bild           |
| ----------------------- | -------------------- | ---------------------------------------------------------------- | ------------ | -------------- |
| Schloßwiesen (Standort) | Burgruine Ringenberg | im 18./19. Jahrhundert weitgehend abgetragen; Gedenkstein, 1935. | D-7-76-118-7 | weitere Bilder |

### Schweinebach
| Lage                      | Objekt                                  | Beschreibung | Akten-Nr.     | Bild                                    |
| ------------------------- | --------------------------------------- | --- | ------------- | --------------------------------------- |
| Schweinebach 6 (Standort) | Wohnteil eines ehemaligen Einfirsthofes | zweigeschossiges Satteldachgebäude mit Blockwerk im Erdgeschoss und Fachwerk im Obergeschoss und Giebel, 18. Jahrhundert(?) | D-7-76-118-12 | Wohnteil eines ehemaligen Einfirsthofes |
| Schweinebach 7 (Standort) | Wohnteil eines ehemaligen Bauernhauses  | Erdgeschoss Riegelwerk, Obergeschoss und Giebel Fachwerk, 18. Jahrhundert, modern verändert.                                | D-7-76-118-9  | Wohnteil eines ehemaligen Bauernhauses  |
| Schweinebach 9 (Standort) | Katholische Marien- und Rochuskapelle   | Rechteckbau mit dreiseitigem Schluss, Ende 18. Jahrhundert; mit Ausstattung.                                                | D-7-76-118-8  | Katholische Marien- und Rochuskapelle   |

### Untersteig
| Lage                      | Objekt                | Beschreibung                                               | Akten-Nr.     | Bild                  |
| ------------------------- | --------------------- | ---------------------------------------------------------- | ------------- | --------------------- |
| Untersteig 185 (Standort) | Ehemaliges Bauernhaus | offener Blockbau mit Flachsatteldach, Ende 18. Jahrhundert | D-7-76-118-10 | Ehemaliges Bauernhaus |

### Wolfbühl
| Lage                   | Objekt              | Beschreibung                                                 | Akten-Nr.     | Bild                |
| ---------------------- | ------------------- | ------------------------------------------------------------ | ------------- | ------------------- |
| In Wolfbühl (Standort) | Katholische Kapelle | Rechteckbau mit Dachreiter, 19. Jahrhundert; mit Ausstattung | D-7-76-118-11 | Katholische Kapelle |